# 한창회
한창회(韓昌會, ? ~ ?)는 대한제국 말기에 일진회 회원으로 활동했던 인물이다.

## 생애
일진회 평의원을 거쳐 1909년 일진회가 설립한 대한노동회의 평의장을 지냈다. 같은 해 12월 이완용 계열과의 친일 경쟁과 관련하여 일진회 내에서 홍긍섭 등이 한밥청원에 반대하다가 밀려나는 일이 있었는데, 이때 열린 임시총회에서 임시사찰을 맡았다.
1910년에는 일진회의 한일 병합 조약 체결 주장에 동조하면서 이정로 등 원로 정치인들과의 연계를 도모한 단체인 국민협성진보회의 발기인이 되었다. 이 무렵 《대한민보》의 보도에 따르면, 한창회는 유학주 등과 더불어 금전을 미끼로 합방청원운동에 동참할 것을 요구하며 지방에서 유세하다가 정작 누군가 금품을 먼저 지급하면 참가하겠다고 하자 금전 지급을 미루어 웃음거리가 된 일도 있다.
1910년 일진회가 해체될 때 일본 정부가 나누어준 해산금 200원을 받았고, 1934년 흑룡회가 세운 일한합방기념탑 석실에도 합방에 공헌한 인물로 이름이 새겨져 있다.
일진회장 이용구가 창설한 시천교에서 1911년 봉교(奉敎)를 맡았다.

## 사후
- 2006년 친일반민족행위진상규명위원회가 조사 발표한 친일반민족행위 106인 명단과 2008년 발표된 민족문제연구소의 친일인명사전 수록예정자 명단 친일단체 부문에 포함되었다.

## 같이 보기
- 일진회
- 국민협성동진회
- 시천교

## 참고자료
- 친일반민족행위진상규명위원회 (2006년 12월). 〈한창회〉 (PDF). 《2006년도 조사보고서 II - 친일반민족행위결정이유서》. 서울. 821~827쪽쪽. 발간등록번호 11-1560010-0000002-10. 2007년 9월 26일에 원본 문서 (PDF)에서 보존된 문서. 2007년 9월 1일에 확인함.